# Марокканская мечеть
Марокканская мечеть или Мечеть Марокейни (араб. المسجد المغربي‎) — мечеть в столице Мавритании, городе Нуакшот.

## История
Марокканская мечеть была построена в конце 70-х годов XX века за денежные средства выделенные королем Марокко Хасаном II. В 2008 году по приказу мэра Нуакшота Ахмеда Ульдома Хамзы все коммерческие здания находившиеся рядом с мечетью были снесены.

## Описание
Марокканская мечеть расположена на юге центральной части Нуакшотта, в месте слияния четырех районов, а именно: Сабха, Порта, Тигре Зейна и Луксор, южнее мечети Ульд Аббас, недалеко от Марокканского рынка, рядом с Марокканским культурным центром.
Мечеть состоит из главного молитвенного зала, который занимает большую часть мечети, кафедры и круглого зала. Украшена резьбой, мозаикой и мрамором в мавританском архитектурном стиле.